# Dolmen du Bois de Galtier

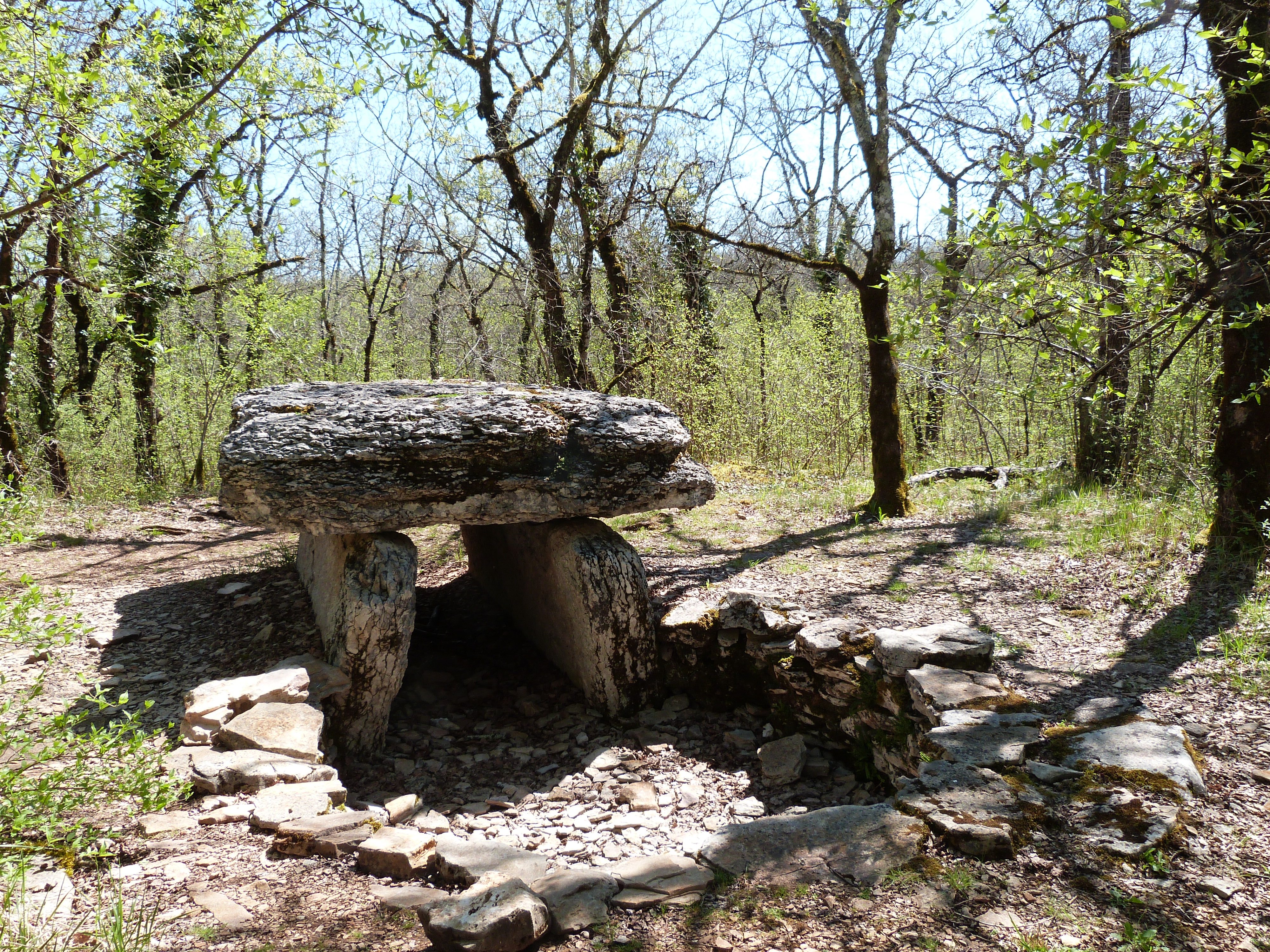
Dolmen du Bois de Galtier

Der Dolmen du Bois de Galtier ist ein Dolmen in Martiel im Département Aveyron in Frankreich. Dolmen ist in Frankreich der Oberbegriff für Megalithanlagen aller Art (siehe: Französische Nomenklatur).
Der Dolmen liegt innerhalb der Reste seines einst etwa 20,0 m messenden Rundhügels. Er hat im Westen statt des üblichen Endsteins eine ungefähr 2,5 Meter messende runde gepflasterte Kammer aus niedrig anstehendem Trockenmauerwerk. Es ist möglich, dass diese Kammer der Rest einer modernen Hirtenhütte ist, von denen hier viele in den Wäldern liegen. Der Dolmen aus drei erhaltenen Steinen, steht vor der Rundkammer, als eine Art Gang und ist etwa 3,55 Meter lang und innen 1,2 m breit. Die Tragsteine sind 0,3 und 0,38 m dick.
- Der rechte Tragstein ist etwa 3,6 m lang und 1,1 m hoch
- Der linke Tragstein ist etwa 3,55 m lang und 1,0 m hoch
- Der vorne und seitlich überstehende etwa 0,6 m dicke Deckstein ist etwa 4,0 m lang und 2,55 m breit.

Dolmen du Bois de Galtier
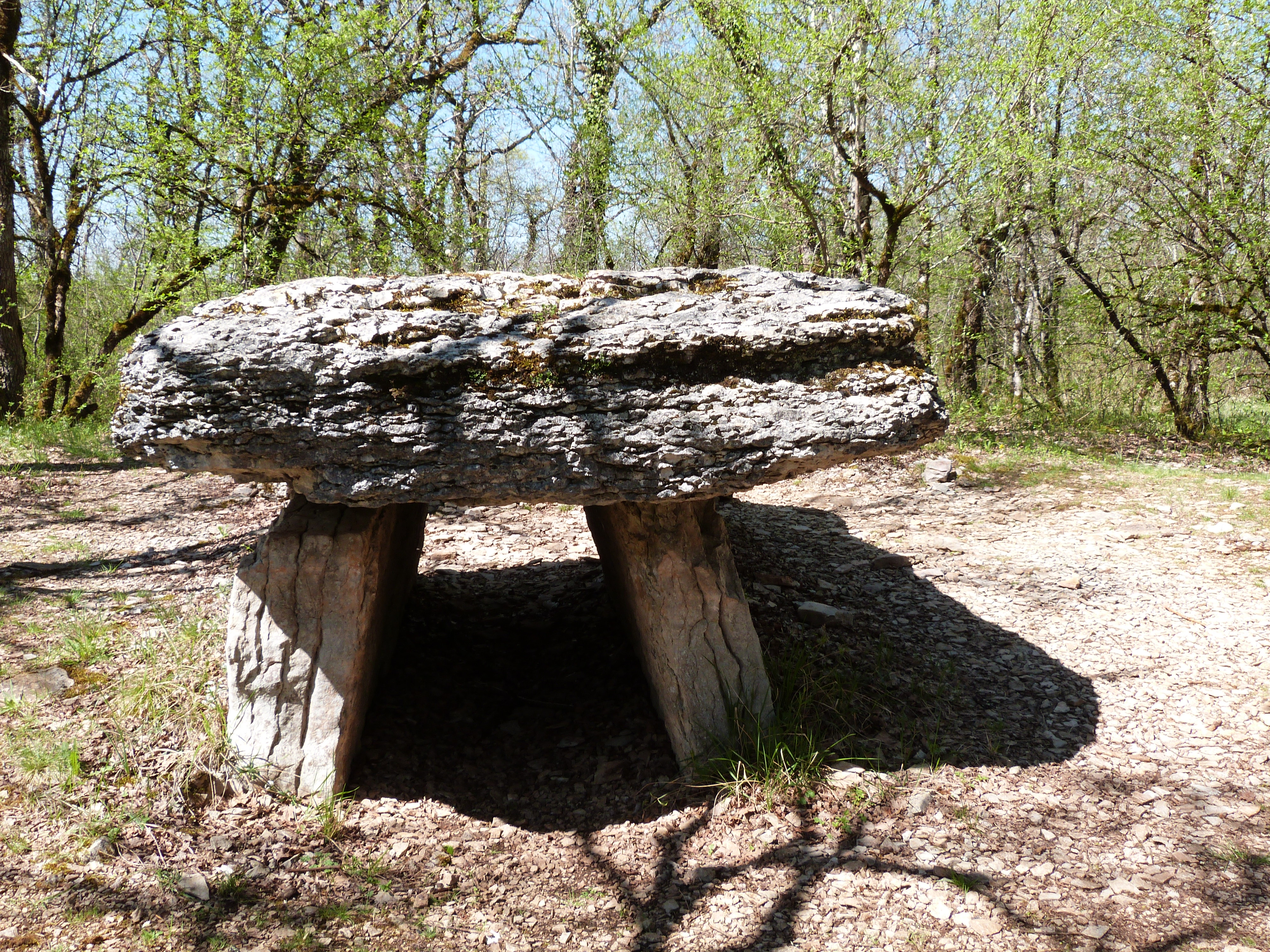
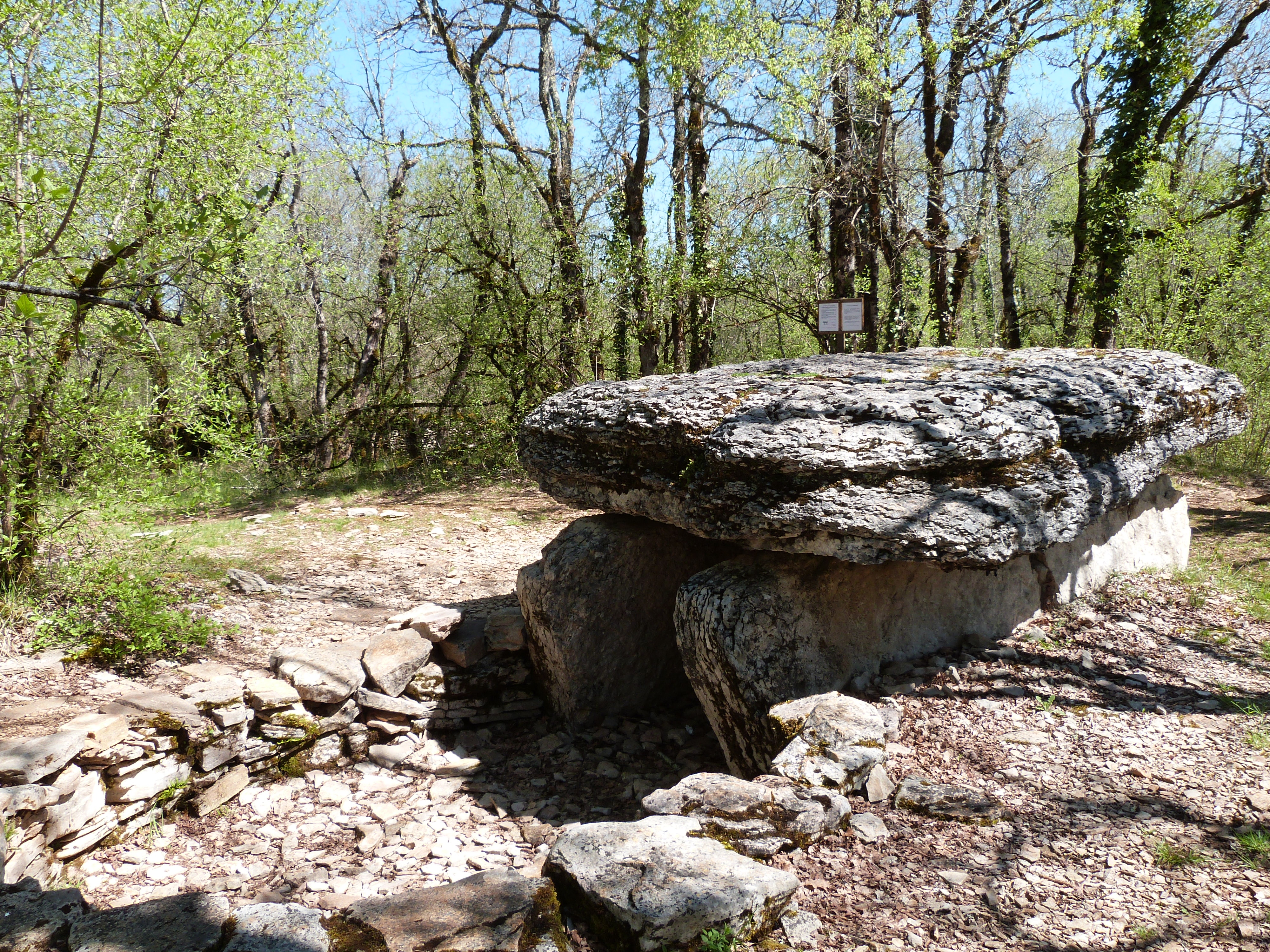
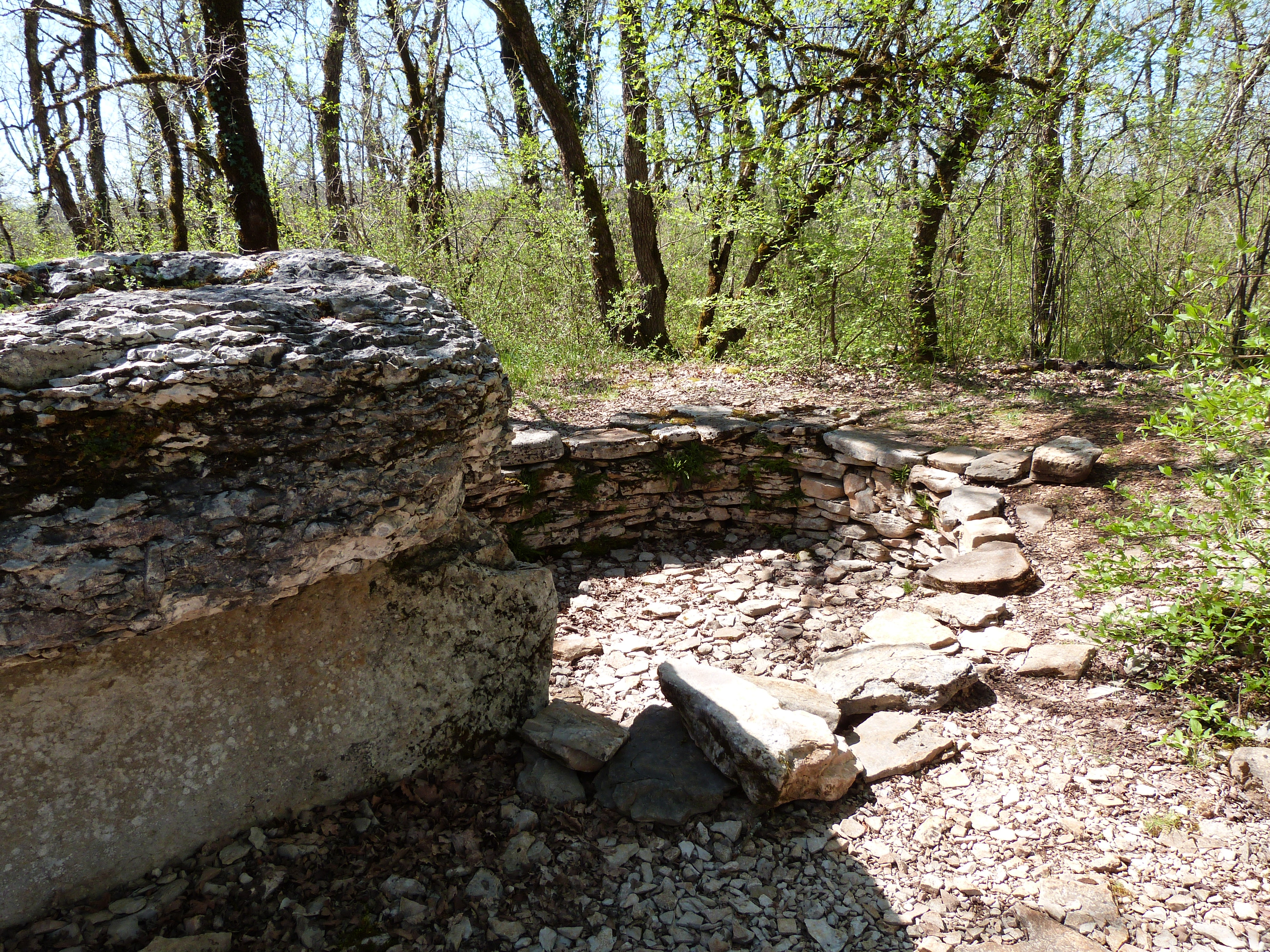
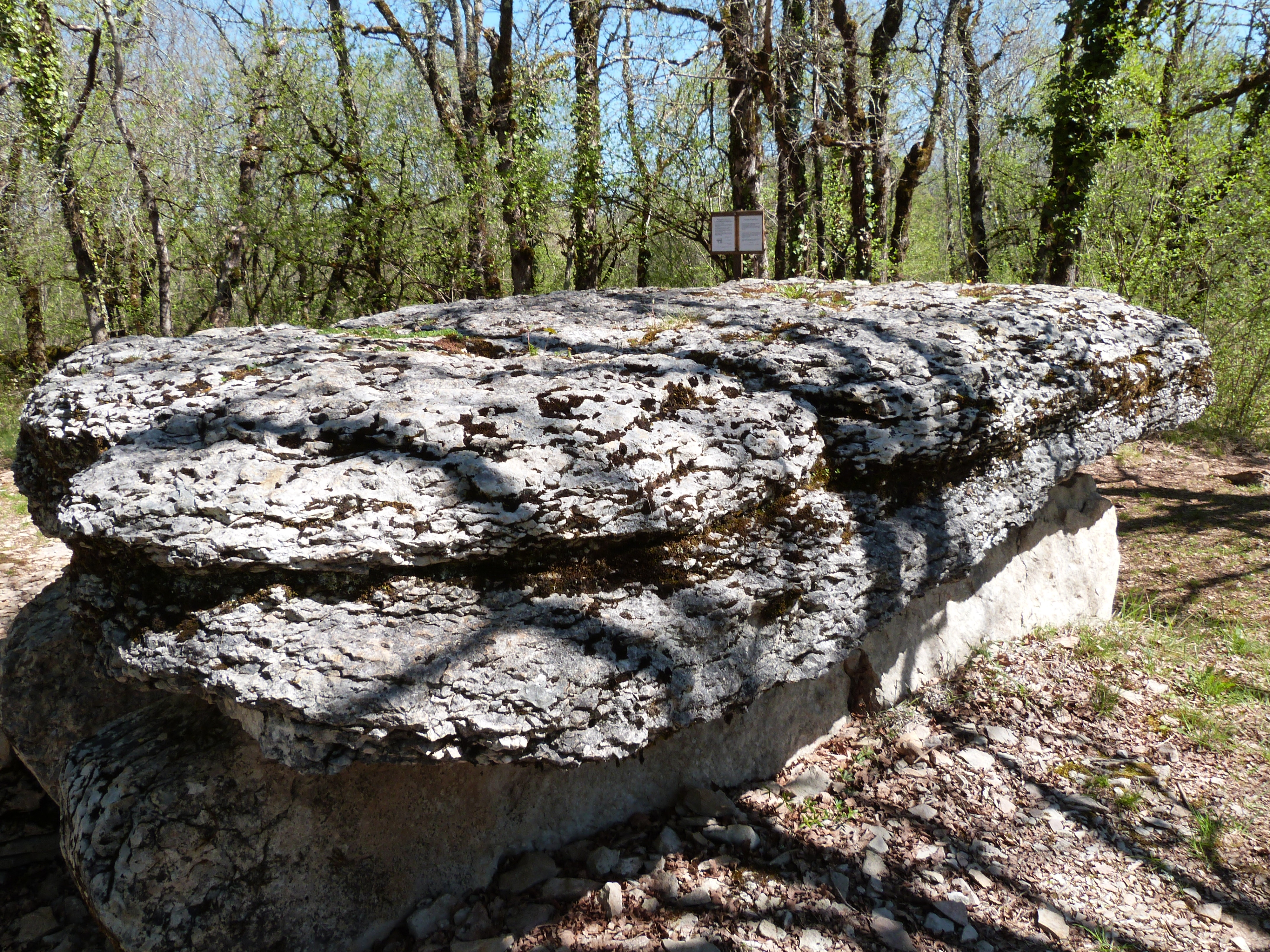

Der Dolmen wurde von Émile Cartailhac (1845–1921) und Jean Caussanel ausgegraben. Die Funde bestehen aus 27 menschlichen Zähnen, 10 Ringwülsten aus Kupfer, drei Pfeilspitzen, einem Steinaxtfragment und einem Dolchfragment aus der Bronzezeit.
Der Dolmen ist seit 1889 als Monument historique klassifiziert. Etwa 65 m entfernt liegt der Dolmen du Bois del Rey. Die Dolmen im Aveyron treten oft in Gruppen auf und 92 % aller Dolmen wurden aus Kalksteinplatten errichtet. 